# Por Intharapalit
Por Intharapalit (thaï : ป. อินทรปาลิต) était le nom de plume de Pricha Intharapalit (thaï : ปรีชา อินทรปาลิต) un écrivain thaïlandais.

## Analyse
Parmi ses œuvres, on peut citer la série de nouvelles comiques Samgler (สามเกลอ, lit. 'trois copains'), dont il a écrit près de 2 000 histoires. Il a également écrit une romance sur la bataille de Bang Rajan (en). Ces œuvres ont été citées par des universitaires thaïlandais parmi les 100 livres que doivent lire les Thaïlandais.
Le premier livre de la série Samgler, Ai Phuying (Thai : อายผู้หญิง ; lit. "timide avec les femmes"), a été écrit en 1938, et il devint un best-seller instantanément, se vendant à 20 000 exemplaires dès la première semaine.
Les historiens et critiques littéraires thaïlandais considèrent ces histoires comme un aperçu de la société de Bangkok de 1938 à 1968, car elles mentionnent le monde de la nuit, des célébrités populaires de l'époque ou des événements historiques comme la guerre franco-thaïlandaise.
Ses œuvres évoquent aussi l'homosexualité et les travestis.
Né à l'époque du féodalisme, son travail est aussi un travail de critique social. Par, exemple, dans les autres thèmes qu'il évoqua, on peut citer les relations sino-thaïlandaises et la perception des Chinois en Thaïlande. Dans sa nouvelle Phon Nikon Kim Nguan , « le personnage principal comique Kim Nguan. Kim Nguan est traité de jek - un terme thaï désobligeant pour les Chinois de souche - mais il revendique son statut de jek comme une façon d'être authentiquement thaï. Kim Nguan adopte le modèle du "bon" Chinois thaïlandais, tout en rappelant au public à quel point il est impossible de s'y conformer.»
Surapon Buntusarnee, de l'université Chulalongkorn, estime que « Por était populaire à une époque où il y avait une révolution dans la langue, lorsque le maréchal Plaek Phibunsongkhram, premier ministre de l'époque, a annulé de nombreuses lettres et créé de nombreuses façons étranges d'épeler : « Alors que les ordres du gouvernement sur le changement de langue n'étaient pas acceptés par le public, Por a créé de nombreux mots et expressions qui ont été acceptés et sont utilisés dans le vocabulaire courant, même aujourd'hui.»
C'est lui qui donna envie à Kla Samudavanija de devenir écrivain

## Œuvres
- 1948 : Le Tigre noir (Seu Dam)[6]

## Adaptations
- 1966 : Samgler Jer Long Hon (Les trois amis rencontrent l'agent invisible). Avec Mitr Chaibancha et Petchara Chaowarat[7]
- 1998 : Seua jone phan seua (Les Rois du crime) de Tanit Jitnukul